# Slow Focus
| Recensione   | Giudizio |
| ------------ | -------- |
| AllMusic     |          |
| Sputnikmusic |          |
| Ondarock     | 8/10     |

Slow Focus è il terzo album studio dei Fuck Buttons, pubblicato il 22 luglio 2013. È stato il primo album pubblicato dalla ATP Recordings a raggiungere la top 40 della Official Albums Chart.

## Tracce
1. Brainfreeze – 8:33
2. Year of the Dog – 4:38
3. The Red Wing – 7:48
4. Sentients – 6:24
5. Prince's Prize – 4:22
6. Stalker – 10:08
7. Hidden Xs – 10:12